# Germaine de Randamie
Germaine Martha de Randamie (ur. 24 kwietnia 1984 w Utrechcie) – holenderska kick-bokserka, zawodniczka boksu tajskiego oraz mieszanych sztuk walki (MMA). Wielokrotna mistrzyni w kick-boxingu i dyscyplinach pokrewnych. Pierwsza w historii mistrzyni UFC w wadze piórkowej z 2017.

## Kariera sportowa
W latach 2000–2008 zdobywała pasy mistrzowskie organizacji IMTF, IKCC, WPKL czy WIKBA, wygrywając wszystkie ze swoich 46 zawodowych walk w muay thai i kickboxingu. W 2008 roku zadebiutowała w MMA, przegrywając z Brazylijką, Vanessą Porto przez poddanie. W latach 2011–2012 walczyła dla Strikeforce notując bilans dwóch zwycięstw i jednej porażki.
W kwietniu 2013 związała się z Ultimate Fighting Championship, tocząc 27 lipca 2013 wygrany pojedynek z Amerykanką, Julie Kedzie na punkty. 
6 listopada 2013 przegrała z Brazylijką, Amanda Nunes przez techniczny nokaut. Po dwóch zwycięstwach przed czasem w 2015 i 2016, zmieniła kategorię wagową na wyższą (do 66 kg), tocząc 11 lutego 2017 na gali UFC 208 pojedynek z Amerykanką, Holly Holm o inauguracyjne mistrzostwo UFC wagi piórkowej, który ostatecznie wygrała jednogłośnie na punkty.
19 czerwca 2017 została oficjalnie pozbawiona pasa UFC przez organizację z powodu braku woli do podjęcia obrony mistrzostwa przeciwko Brazylijce Cristiane Justino.
31 października 2024 De Randamie zapowiedziała w mediach społecznościowych przejście na emeryturę sportową. 

## Osiągnięcia[8]

### Boks tajski
- 2002: mistrzyni europy w boksie tajskim w kat. 63 kg
- 2003: mistrzyni europy WPKL w boksie tajskim w kat. 63,5 kg
- 2003–2005: mistrzyni świata IMTF w boksie tajskim w kat. -60 kg
- 2005–2008: mistrzyni świata WIKBA w boksie tajskim w kat. -63 kg
- 2008: mistrzyni świata IKCC w boksie tajskim w wadze lekkiej (-63 kg)

### Mieszane sztuki walki
- 2017: mistrzyni UFC w wadze piórkowej